# Steinbach am Glan

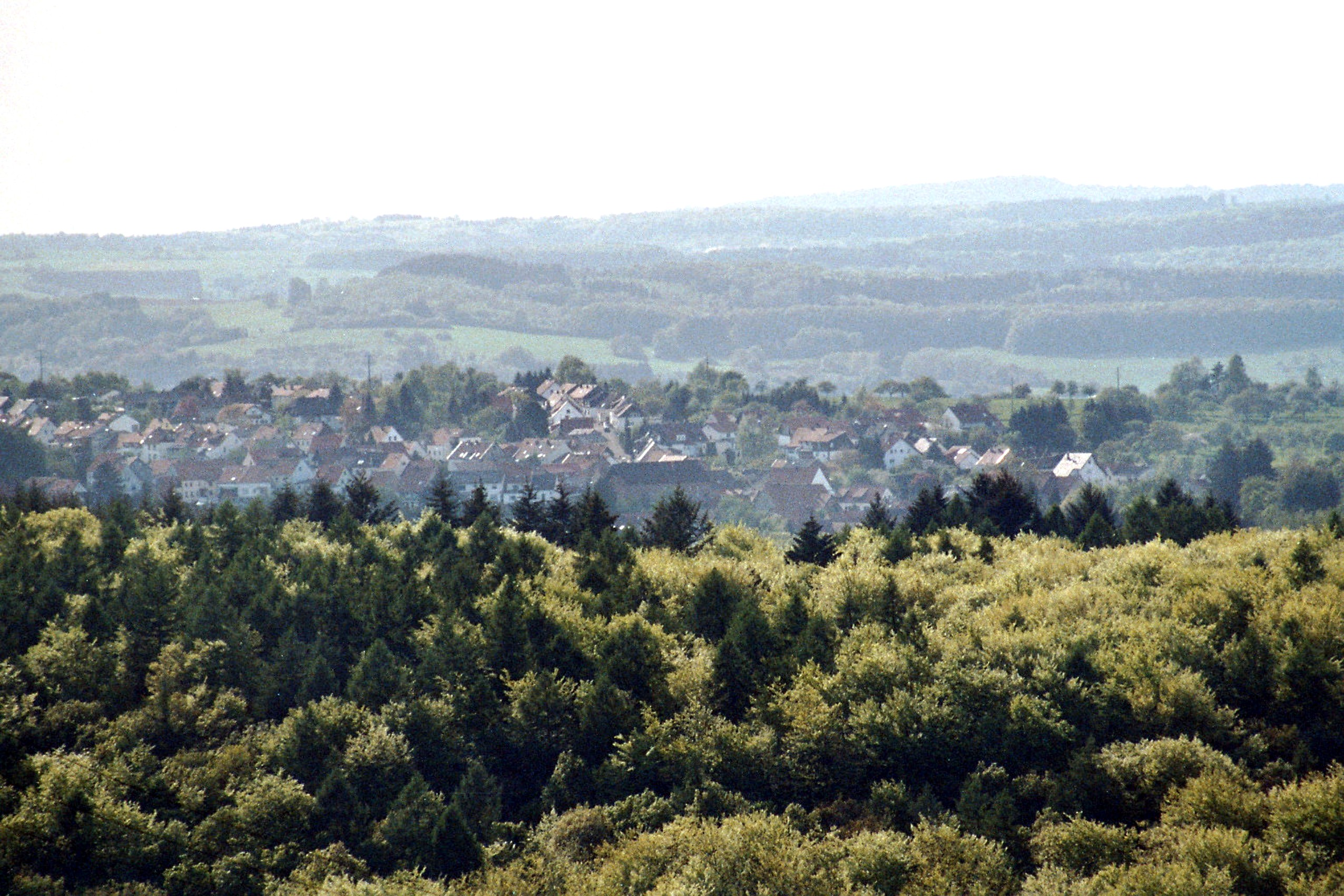
Steinbach am Glan aus der Vogelperspektive

Die Ortsgemeinde Steinbach am Glan liegt im Landkreis Kusel in Rheinland-Pfalz. Sie gehört der Verbandsgemeinde Oberes Glantal an. Anders als der Namenszusatz vermuten lässt, liegt Steinbach nicht am Glan, sondern im Tal des Henschbachs, eines Nebenbachs des Glan.

## Geographie

### Lage
Die Gemeinde befindet sich im Nordpfälzer Bergland innerhalb dessen Teilbereich Kuseler Bergland sowie Brücken-Steinbacher Karboninsel. Neben den beiden Ortsteilen gehört zusätzlich der Wohnplatz Römertalhof zur Gemeinde. Nachbargemeinden sind – im Uhrzeigersinn – Wahnwegen, Henschtal, Börsborn, Brücken, Ohmbach und Herschweiler-Pettersheim.

### Erhebungen und Gewässer
Steinbach am Glan liegt beidseits des Henschbachs, der hier im Oberlauf alternativ Steinbach genannt wird. Dabei liegt der Ortsteil Steinbach auf dem rechten, der Ortsteil Frutzweiler auf dem linken Seite des Gewässers. Der Bach hat seine Quelle am westlichen Ortsrand, fließt in nordöstliche Richtung und nimmt etwa einen Kilometer unterhalb des Dorfes von links den Hodenbach auf beziehungsweise vereinigt sich mit ihm. Vom tiefsten Punkt des Tals mit etwa 260 Metern über NN steigt das Gelände nach beiden Seiten hin deutlich an. Ganz im Süden der Gemeindegemarkung entspringt außerdem der Habachgraben.
Auf der rechten Bachseite werden mit dem Schnepfenrech 417 m ü. NHNund mit dem Steinberg samt dessen Hauptgipfel Kahlenberg 406 m ü. NHN erreicht, während es auf der linken Seite maximal 367 Meter sind.

## Geschichte
Von 1798 bis 1814, als die Pfalz Teil der Französischen Republik (bis 1804) und anschließend Teil des Napoleonischen Kaiserreichs war, war der Ort in den Kanton Waldmohr eingegliedert. 1815 gehörte Ulmet zunächst zu Österreich. Nach dem Wiener Kongress wurde er ein Jahr später dem Bayern zugeschlagen. Von 1818 bis 1862 gehörte die Gemeinde weiterhin dem Kanton Waldmohr an und war Bestandteil des Landkommissariat Homburg, das anschließend in ein Bezirksamt umgewandelt wurde.
Da ein Teil des Bezirksamts – einschließlich Homburg selbst – 1920 dem neu geschaffenen Saargebiet zugeschlagen wurde, wechselte der Ort ins Bezirksamt Kusel und wurde von einer bis 1940 existierenden, in Waldmohr ansässigen Außenstelle verwaltet. 1939 wurde der Ort in den Landkreis Kusel eingegliedert. Nach dem Zweiten Weltkrieg wurde Steinbach am Glan innerhalb der französischen Besatzungszone Teil des damals neu gebildeten Landes Rheinland-Pfalz. Im Zuge der ersten rheinland-pfälzischen Verwaltungsreform wurden der Nachbarort Frutzweiler am 7. Juni 1969 nach Steinbach eingemeindet. Drei Jahre später wurde Steinbach in die neu gebildete Verbandsgemeinde Glan-Münchweiler eingegliedert. Seit 2017 gehört der Ort zur Verbandsgemeinde Oberes Glantal.

## Religion
Am 22. Oktober 1940 wurden die in Steinbach wohnenden Juden im Zuge der Wagner-Bürckel-Aktion deportiert.

## Politik

### Bürgermeister
- Tobias Trapp, ab 2024
- Jörg Fehrentz (SPD) wurde 2014 Ortsbürgermeister von Steinbach.[5] Bei der Direktwahl am 26. Mai 2019 wurde er mit einem Stimmenanteil von 54,07 % für weitere fünf Jahre in seinem Amt bestätigt.[6]

## Kultur

### Kulturdenkmäler

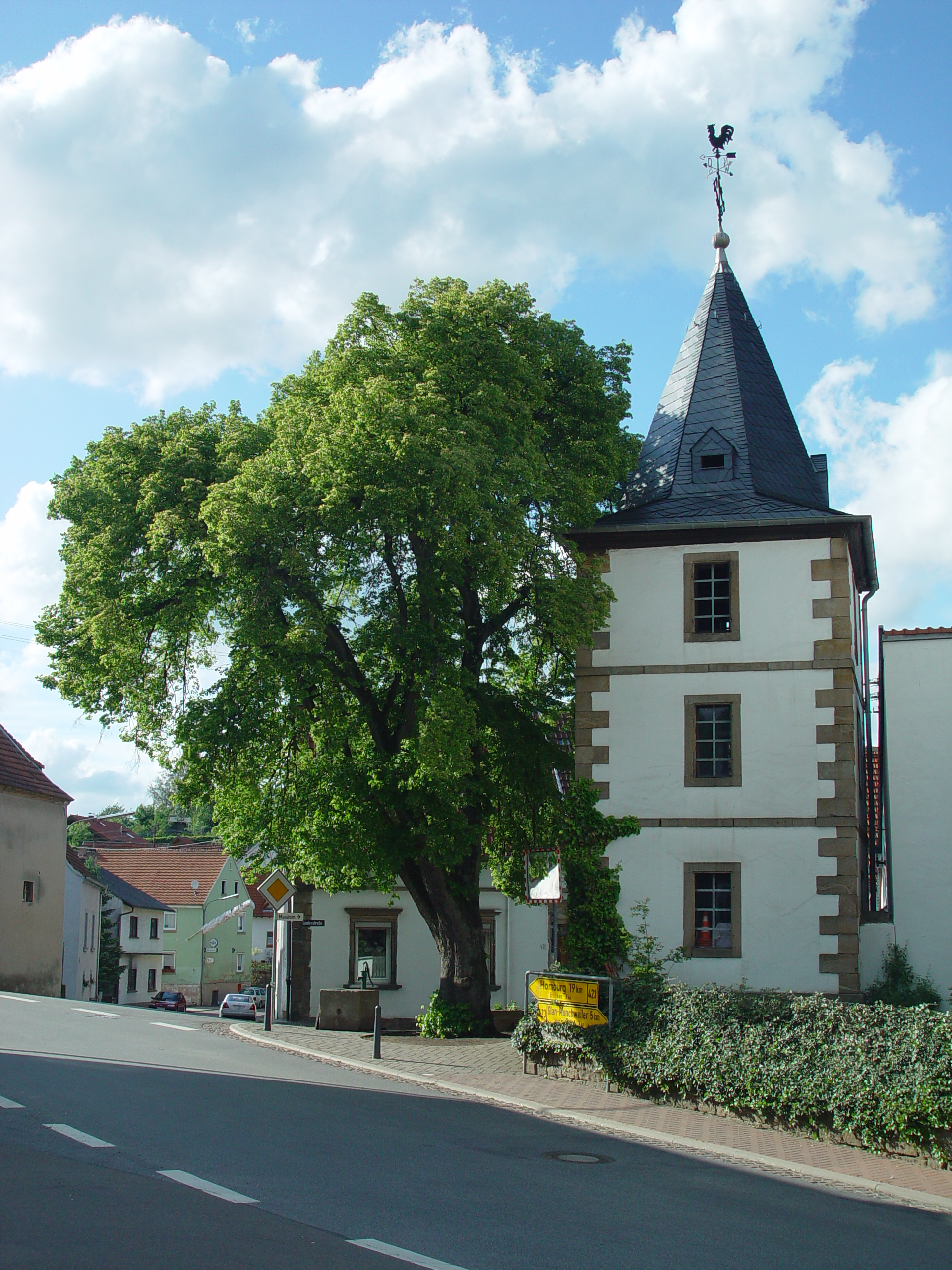
Denkmalgeschützter historischer Glockenturm mit Freiheitslinde

Der jüdische Friedhof ist als Denkmalzone ausgewiesen. Hinzu kommen zwei Einzelobjekte, die unter Denkmalschutz stehen.

### Sonstige Bauwerke
Vor Ort befindet sich außerdem das Jüdische Museum Steinbach am Glan.

### Natur
Im Gemeindegebiet befinden sich zwei Naturdenkmale.

## Wirtschaft und Infrastruktur

### Wirtschaft
Auf dem Gebiet der Gemeinde wurde früher Bergbau betrieben. Eine Grube existierte bis ins 20. Jahrhundert.

### Verkehr
Durch den Ort verläuft die B 423. Von dieser zweigt die Kreisstraße 8, die über Börsborn bis nach Gries führt. Im Nordosten befindet sich die A 62. In Glan-Münchweiler ist ein Bahnhof der Bahnstrecke Landstuhl–Kusel.

### Freizeit
Das Naturfreundehaus Am Haselrech auf der Höhe zwischen Steinbach und Börsborn ist ein beliebtes Wanderziel. Dort beginnen auch drei Nordic-Walking-Wege verschiedener Schwierigkeiten, die zum NatureFitness Park Haselrech gehören, welcher vom Landkreis Kusel errichtet wurde. Zum Naherholungs- und Freizeitgebiet Hodenbachtal führt ein Wirtschaftsweg. Am Ortsausgang von Steinbach in Richtung Börsborn befindet sich eine Wassertretanlage nach Kneippscher Methode.

## Persönlichkeiten

### Söhne und Töchter der Gemeinde
- Isidor Triefus (1845–1919), Begründer der Diamantschleiferei-Industrie in der Westpfalz[7][8]
- Friedrich Harth (1889–1975), Tierarzt und Politiker (NSDAP)
- Heinrich Blatt (1894–1949), Altphilologe und Bibliothekar

### Personen, die vor Ort gewirkt haben
- Konrad Weiss, Kopf der Frankenholzer Bergwerksgesellschaft und Betreiber der Gruben in Steinbach